# Assuras
Assuras (łac. Diœcesis Assuritanus) – stolica historycznej diecezji w Cesarstwie Rzymskim (prowincja Africa Proconsularis), współcześnie w Tunezji. Pierwszym wzmiankowanym biskupem był Fortunatianus (połowa III wieku). Od XVIII wieku katolickie biskupstwo tytularne.

## Biskupi tytularni
| Lp. | Biskup                                | Od                  | Do                   |
| --- | ------------------------------------- | ------------------- | -------------------- |
| 1   | Pietro Gioeni                         | 2 grudnia 1743      | 13 grudnia 1761      |
| 2   | Joannes Dominicus Chiavassa OCD       | 15 czerwca 1756     | 25 stycznia 1772     |
| 3   | Franz von Scheben                     | 22 kwietnia 1765    | 19 listopada 1779    |
| 4   | Sébastien de Roger de Cahuzac de Caux | 18 września 1780    | 26 października 1783 |
| 5   | Blas Joaquín Álvarez de Palma         | 17 kwietnia 1798    | 20 lipca 1801        |
| 6   | Benito María de Moxó y Francolí OSB   | 20 czerwca 1803     | 26 czerwca 1805      |
| 7   | Rodolfo Brignole Sale                 | 25 maja 1818        | 17 listopada 1832    |
| 8   | Ceslaus Reijnen OP                    | 24 sierpnia 1886    | 10 maja 1887         |
| 9   | Hubert Otto CICM                      | 20 czerwca 1890     | 25 lutego 1938       |
| 10  | Alphonse Kirmann SMA                  | 9 kwietnia 1940     | 25 marca 1955        |
| 11  | Ernest Tweedy                         | 20 września 1955    | 27 września 1965     |
| 12  | Augustin-Joseph Sépinski OFM          | 2 października 1965 | 31 grudnia 1978      |
| 13  | Reginald Orsmond                      | 27 stycznia 1983    | 2 llipca 1984        |
| 14  | František Vaňák                       | 26 lipca 1989       | 21 grudnia 1989      |
| 15  | Jesús Esteban Sádaba Pérez OFMCap.    | 22 stycznia 1990    |                      |